# James K. Vardaman
James Kimble Vardaman (Contea di Jackson, 26 luglio 1861 – Birmingham, 25 giugno 1930) è stato un politico statunitense, governatore del Mississippi dal 1904 al 1908 e senatore dal 1913 al 1919.
Conosciuto col soprannome di "Great White Chief" (Grande Capo Bianco), fu uno dei leader del suprematismo bianco.

## Biografia
Fu membro del Parlamento dello stato del Mississippi dal 1890 al 1896 nelle file del Partito Democratico.
Dopo due tentativi infruttuosi (1895 e 1899) fu eletto Governatore del Mississippi nel 1903 e rimase in carica fino al 1908.
Infine fu eletto al Senato degli Stati Uniti nel 1913 e rimase in carica fino al 1919, non riuscendo ad essere rieletto né nel 1918 né nel 1922, soprattutto a causa della sua opposizione all'entrata degli USA nella prima guerra mondiale.